# Peola Mills
Peola Mills ist ein gemeindefreier bewohnter Ort („populated place“) im Rappahannock County im US-Bundesstaat Virginia.
Der Ort liegt im äußersten Süden des Countys am Ufer des Hughes River. Südwestlich des Ortes verläuft die Grenze zum Madison County. Verkehrlich erschlossen ist er durch die State Route 601 und die State Route 602.